# League of Legends Pro League
League of Legends Pro League (LPL) (giản thể: 英雄联盟职业联赛; phồn thể: 英雄聯盟職業聯賽; bính âm: Yīngxióng Liánméng zhíyè liánsài) là giải đấu thể thao điện tử Liên Minh Huyền Thoại cấp cao nhất của khu vực Trung Quốc. Mùa đầu tiên của LPL là mùa Xuân  2013. Trong năm 2014, Riot Games bắt đầu cung cấp một chương trình bình luận giải đấu bằng tiếng Anh, hình thức này trước đó đã được áp dụng cho giải đấu League of Legends Champions Korea (LCK) tại Hàn Quốc. Vào tháng 09 năm 2015, Riot Games đã thông báo rằng họ đang đàm phán với Tencent để tiếp quản các hoạt động của giải đấu. Giải đấu LPL được đánh giá là một trong những giải đấu thể thao điện tử Liên Minh Huyền thoại đẳng cấp nhất hành tinh, bên cạnh LCK ở Hàn Quốc. Tính đến thời điểm giải đấu mùa hè năm 2021 kết thúc, đã có tới 6 đội thay phiên nhau lên ngôi vương tại giải đấu danh giá bậc nhất này. Điều này chứng tỏ sức cạnh tranh và hấp dẫn của LPL ngày càng lớn.
Anyone's Legend hiện đang là đương kim vô địch giải đấu sau khi đánh bại Bilibili Gaming tại trận chung kết LPL Giai đoạn 2 mùa giải 2025 với tỉ số 3-1.

## Thể thức thi đấu

### Mùa giải 2015
1. Vòng bảng
- Đối với mùa giải 2015, có 12 đội tham gia thi đấu.
- Các trận đấu sẽ phân định bằng Bo2, thi đấu theo thể thức vòng tròn 2 lượt tính điểm :
  - 3 điểm cho đội thắng 2-0.
  - 1 điểm cho mỗi đội hoà 1-1.
- Thứ hạng được dựa theo :
  - Tổng điểm.
  - Hiệu số đối đầu của 2 đội có cùng điểm.
  - Thời gian kết thúc trận đấu.
- 8 đội có thành tích tốt nhất sẽ đủ điều kiện tham gia vòng Play-offs.
- 4 đội còn lại sẽ xuống hạng.

2. Vòng Play-offs
- Có 8 đội tham gia thi đấu.
- Các trận đấu sẽ phân định bằng Bo5, thi đấu theo thể thứ loại trực tiếp.

### Mùa giải 2017 - 2018
Kể từ năm 2017 và 2018, giải đấu sẽ áp dụng giống hình thức LCS của EU. Các đội xếp hạng cao nhất từ mùa giải trước sẽ đứng đầu các nhóm cùng các đội khác được chọn. Thể thức thi đấu là Bo3 (thắng trước 2 trận).

### Mùa giải 2019 - 2020
Đối với mùa giải 2019 và 2020, LPL thi đấu theo hình thức sau:
1. Vòng bảng
- 17 đội đấu vòng tròn 1 lượt duy nhất.
- Các trận đấu sẽ phân định bằng Bo3.
- 8 đội đứng đầu sẽ tham dự vòng Playoff. 2 đội dẫn đầu sẽ vào thẳng vòng bán kết, đội xếp thứ 3, thứ 4 sẽ lọt vào vòng tứ kết.

2. Vòng Playoffs
- Thể thức loại trực tiếp. Tất cả các trận đấu sẽ được phân định bằng Bo5.
- 8 đội dẫn đầu vòng bảng sẽ tham gia vào vòng Playoffs. Đội xếp thứ 1 sẽ cùng nhánh với đội tuyển xếp thứ 4, 5 và 8; đội xếp thứ 2 sẽ ở cùng nhanh với đội xếp thứ 3, 6 và 7.
- Đội tuyển xếp hạng 1 và 2 sẽ lọt vào bán kết; đội tuyển xếp hạng 3 và 4 sẽ lọt vào tứ kết. 4 đội tuyển còn lại sẽ thi đấu ở vòng Playoffs thứ nhất.
- Đội vô địch LPL Mùa Xuân  sẽ giành quyền tham dự MSI vào mùa xuân hoặc Giải vô địch thể thao điện tử Liên Minh Huyền Thoại thế giới vào mùa hè.

### Mùa giải 2021 - Giải Mùa Xuân 2024
Đối với mùa giải 2021 đến nay, LPL thi đấu theo thể thức sau:
1. Vòng bảng
- 17 đội đấu vòng tròn 1 lượt duy nhất.
- Các trận đấu sẽ phân định bằng Bo3.
- 10 đội đứng đầu sẽ tham dự vòng Playoff. 2 đội dẫn đầu sẽ vào thẳng vòng tứ kết.

2. Vòng Playoffs
- Thể thức loại trực tiếp. Tất cả các trận đấu sẽ được phân định bằng Bo5.
- 10 đội dẫn đầu vòng bảng sẽ tham gia vào vòng Playoffs. Đội xếp thứ 1 sẽ cùng nhánh với đội tuyển xếp thứ 4, 5, 8 và 9; đội xếp thứ 2 sẽ ở cùng nhanh với đội xếp thứ 3, 6, 7 và 10.
- Đội tuyển xếp hạng 1 và 2 sẽ lọt vào tứ kết. 8 đội tuyển còn lại sẽ thi đấu ở vòng Playoffs thứ nhất.
- Đội vô địch LPL Mùa Xuân  sẽ giành quyền tham dự MSI vào mùa xuân hoặc Giải vô địch thể thao điện tử Liên Minh Huyền Thoại thế giới vào mùa hè.

### Giải Mùa Hè 2024
1. Vòng phân hạng:
- 17 đội tham dự được chia làm 4 nhóm hạt giống và được xếp vào 4 nhóm tùy theo hạt giống.
- 4 đội có sân nhà bao gồm JDG, NIP, LNG và WE được xếp ở 4 nhóm khác nhau.
- Các đội trong nhóm thi đấu với nhau theo thể thức vòng tròn 2 lượt tính điểm, các trận đấu được phân định bằng thể thức BO3.
- Các trận đấu áp dụng thể thức cấm chọn "Fearless Draft", có nghĩa rằng các đội sẽ không được chọn lại các tướng đã chọn ở các ván đấu trước đó.
- 2 đội đứng cuối mỗi nhóm vào bảng B, 9 đội còn lại vào bảng A (phân hạng bảng A cao hơn bảng B).

2. Vòng bảng:
- Bảng A có 9 đội, trong khi đó bảng B có 8 đội.
- Các đội trong bảng thi đấu với nhau theo thể thức vòng tròn 1 lượt tính điểm, các trận đấu được phân định bằng thể thức BO3.
- 7 đội đứng đầu bảng A đủ điều kiện tham gia thi đấu Vòng loại trực tiếp.
- 6 đội bao gồm 2 đội đứng cuối bảng A và 4 đội đứng đầu bảng B đủ điều kiện tham gia thi đấu Vòng khởi động.
- 4 đội đứng cuối bảng B bị loại.

3. Vòng khởi động:
- 6 đội tham gia thi đấu, bao gồm 2 đội đứng cuối bảng A và 4 đội đứng đầu bảng B tham gia thi đấu Vòng khởi động theo thể thức Loại trực tiếp.
- 3 đội chiến thắng đủ điều kiện tham gia thi đấu Vòng loại trực tiếp.
- Các trận đấu được phân định bằng thể thức BO5.

4. Vòng loại trực tiếp:
- 10 đội tham gia thi đấu.
- Diễn ra theo thể thức kết hợp giữa King of the Hill và Nhánh thắng nhánh thua.
- Từ Vòng 1 đến Vòng 3, các đội chia làm 2 nhánh thi đấu theo thể thức King of the Hill và Loại trực tiếp:
  - Nhánh 1 bao gồm các đội hạng 4/5/8/9.
  - Nhánh 2 bao gồm các đội hạng 3/6/7/10.
- Từ Vòng 4 đến Chung kết tổng, các đội chia làm 2 nhánh thi đấu theo thể thức Nhánh thắng nhánh thua.
- Các trận đấu được phân định bằng thể thức BO5.

### Mùa Giải 2025 - nay
Bắt đầu từ Mùa Giải 2025 đến nay, LPL thi đấu theo thể thức sau:
Mùa giải 2025 sẽ gồm 3 giai đoạn chính: Giai đoạn 1, Giai đoạn 2 và Giai đoạn 3. Và thể thức cấm chọn của cả mùa giải 2025 sẽ là thể thức Fearless Draft.

#### Giai đoạn 1
- Vòng bảng :
  - 16 đội sẽ được bốc thăm chia thành 4 bảng dựa trên thành tích của năm 2024.
  - Thi đấu vòng tròn một lượt theo thể thức BO5.
  - Thay vì tung đồng xu để chọn bên cho ván 1, các đội sẽ thi đấu solo 1vs1 để quyết định đâu là đội có quyền được chọn bên. Các ván còn lại thì đội thua tại ván trước đó sẽ đội được chọn bên.
  - 2 đội có thành tích tốt nhất mỗi bảng đấu sẽ bước vào vòng loại trực tiếp.
- Vòng loại trực tiếp :
  - 8 đội tham gia thi đấu.
  - Thi đấu theo thể thức Loại kép BO5.
  - Tung đồ xung để chọn bên tại ván 1. Từ ván 2 đến ván 4 thì đội thua tại ván trước đó sẽ đội được chọn bên. Nếu có ván 5, thì hai đội sẽ thi đấu solo 1vs1 để quyết định đâu là đội có quyền được chọn bên tại ván 5.
    - Đội vô địch Giai đoạn 1 sẽ đại diện cho LPL tham dự giải đấu quốc tế đầu tiên trong năm 2025 mang tên First Stand.

#### Giai đoạn 2
- Vòng phân bảng :
  - Dựa trên kết quả của Giai đoạn 1, 16 đội sẽ được bốc thăm chia thành 4 bảng đấu, đánh vòng tròn 2 lượt thể thức BO1.
  - 2 đội đầu bảng sẽ đi tiếp vào bảng Đăng Phong, đội đứng thứ 3 sẽ thi đấu Vòng loại cuối cùng, đội cuối bảng sẽ đi tiếp vào bảng Niết Bàn.
- Vòng loại cuối cùng :
  - 4 đội đứng thứ 3 mỗi bảng từ Vòng phân bảng sẽ thi đấu theo thể thức Loại kép.
  - Các trận đấu nhánh thắng sẽ thi đấu theo thể thức BO1, các trận còn lại sẽ thi đấu theo thể thức BO3.
  - 2 đội có thành tích tốt nhất sẽ vào bảng Đăng Phong, 2 đội còn lại sẽ vào bảng Niết Bàn.
- Vòng bảng :
  - 16 đội tham gia thi đấu:
    - 10 đội bảng Đăng Phong.
    - 6 đội bảng Niết Bàn.

  - Bảng Đăng Phong sẽ thi đấu theo thể thức vòng tròn 2 lượt.
  - Bảng Niết Bàn sẽ thi đấu theo thể thức vòng tròn 1 lượt.
  - Tất cả các trận đấu sẽ thi đấu theo thể thức BO3.
  - 4 đội có thành tích tốt nhất của bảng Đăng Phong sẽ lọt vào Vòng loại trực tiếp.
  - 6 đội còn lại của bảng Đăng Phong và 2 đội có thành tích tốt nhất của bảng Niết Bàn sẽ lọt vào Vòng khởi động.
  - 2 đội có thành tích kém nhất của bảng Niết Bàn sẽ bị giáng xuống giải hạng 2 là LDL.
- Vòng khởi động :
  - 8 đội tham gia sẽ được chia thành 4 cặp đấu với nhau.
    - 6 đội từ hạng 5 đến hạng 10 của bảng Đăng Phong.
    - 2 đội có thành tích tốt nhất của bảng Niết Bàn.

  - Tất cả các trận đấu sẽ thi đấu theo thể thức BO5.
  - 4 đội chiến thắng các trận đấu sẽ lọt vào Vòng loại trực tiếp.
- Vòng loại trực tiếp :
  - 8 đội sẽ thi đấu theo thể thức Loại kép.
  - Tất cả các trận đấu sẽ thi đấu theo thể thức BO5.
  - Đội vô địch sẽ trở thành hạt giống số 1 và đội á quân sẽ trở thành hạt giống số 2 của LPL tại Mid-Season Invitational 2025.

#### Giai đoạn 3
- Vòng bảng :
  - 14 đội sẽ tham gia thi đấu.
  - 8 đội có thành tích tốt nhất của Giai đoạn 2 sẽ vào bảng Đăng Phong.
  - 6 đội có thành tích từ hạng 9 đến hạng 14 của Giai đoạn 2 sẽ vào bảng Niết Bàn.
  - Cả 2 bảng sẽ thi đấu theo thể thức vòng tròn 2 lượt.
  - Tất cả các trận đấu sẽ thi đấu theo thể thức BO3.
  - 4 đội có thành tích tốt nhất của bảng Đăng Phong sẽ lọt vào Vòng loại trực tiếp.
  - 4 đội còn lại của bảng Đăng Phong và 4 đội có thành tích tốt nhất của bảng Niết Bàn sẽ lọt vào Vòng khởi động.
- Vòng khởi động :
  - 8 đội tham gia sẽ được chia thành 4 cặp đấu với nhau.
    - 4 đội từ hạng 5 đến hạng 8 của bảng Đăng Phong.
    - 4 đội có thành tích tốt nhất của bảng Niết Bàn.

  - Tất cả các trận đấu sẽ thi đấu theo thể thức BO5.
  - 4 đội chiến thắng các trận đấu sẽ lọt vào Vòng loại trực tiếp.
- Vòng loại trực tiếp :
  - 8 đội sẽ thi đấu theo thể thức Loại kép.
  - Tất cả các trận đấu sẽ thi đấu theo thể thức BO5.
  - Đội vô địch sẽ trở thành nhà vô địch LPL mùa giải 2025 và trở thành hạt giống số 1 của LPL tại Chung Kết Thế Giới 2025.

## Danh sách đội tuyển
Danh sách các đội tuyển tham gia LPL 2025.
| Đội tuyển           | ID  | Đội hình        | Đội hình              | Đội hình   | Đội hình   | Đội hình   | HLV Trưởng |
| Đội tuyển           | ID  | Đường Trên      | Đi Rừng               | Đường Giữa | Đường Dưới | Hỗ Trợ     | HLV Trưởng |
| ------------------- | --- | --------------- | --------------------- | ---------- | ---------- | ---------- | ---------- |
| Anyone's Legend     | AL  | Flandre         | Tarzan                | Shanks     | Hope       | Kael       | Tabe       |
| Bilibili Gaming     | BLG | Bin             | Wei Beichuan          | knight     | Elk        | ON         | Maokai     |
| EDward Gaming       | EDG | Zdz             | Xiaohao               | Angel      | Ahn        | Wink       | Poppy      |
| FunPlus Phoenix     | FPX | sheer           | Shad0w                | Care       | Assum      | Jwei       | chengz     |
| Invictus Gaming     | IG  | TheShy          | JieJie                | Rookie     | GALA       | Meiko      | Daeny      |
| JD Gaming           | JDG | Ale             | XUN                   | Scout      | Peyz       | MISSING    | cvMax      |
| LGD Gaming          | LGD | sasi            | Climber naiyou Meteor | xqw        | Shaoye     | Yck        | 1874       |
| LNG Esports         | LNG | Zika Alley      | Weiwei 5t5 xiaofang   | haichao    | Photic LP  | Zhuo       | Maizijian  |
| Ninjas in Pyjamas   | NIP | shanji Solokill | Aki                   | Doinb      | Leave      | ppgod      | Rashomon   |
| Oh My God           | OMG | Hery            | Heng beishang         | charlotte  | Starry     | Moham      | NONAME     |
| Royal Never Give Up | RNG | Xiaoxu          | milkyway              | Tangyuan   | JiaQi      | Niket Lele | Heart      |
| Team WE             | WE  | Cube            | Monki                 | Karis      | Taeyoon    | Vampire    | Teacherma  |
| ThunderTalk Gaming  | TT  | HOYA            | xiaohuangren          | SeTab      | 1xn        | Feather    | AFei       |
| Top Esports         | TES | 369             | Kanavi                | Creme      | JackeyLove | Crisp      | Homme      |
| Ultra Prime         | UP  | 1Jiang          | Junhao                | Saber      | Wako Baiye | Xiaoxia    | Benny      |
| Weibo Gaming        | WBG | Breathe         | Tian                  | Xiaohu     | Light      | Hang Erha  | NoFe       |

Ghi chú: Đội tuyển Rare Atom đã tan rã

## Thống kê từng mùa
| Năm  | Giải đấu    | Quán quân           | Á quân              | Hạng 3               | Hạng 4            |
| ---- | ----------- | ------------------- | ------------------- | -------------------- | ----------------- |
| 2013 | Mùa Xuân    | Oh My God           | Positive Energy     | Invictus Gaming      | Team WE           |
| 2013 | Mùa Hè      | Positive Energy     | Oh My God           | Team WE              | Royal Club        |
| 2014 | Mùa Xuân    | EDward Gaming       | Invictus Gaming     | Oh My God            | Team WE           |
| 2014 | Mùa Hè      | EDward Gaming       | Oh My God           | Star Horn Royal Club | LGD Gaming        |
| 2015 | Mùa Xuân    | EDward Gaming       | LGD Gaming          | Invictus Gaming      | Snake Esports     |
| 2015 | Mùa Hè      | LGD Gaming          | Qiao Gu Reapers     | Invictus Gaming      | EDward Gaming     |
| 2016 | Mùa Xuân    | Royal Never Give Up | EDward Gaming       | Team WE              | Qiao Gu Reapers   |
| 2016 | Mùa Hè      | EDward Gaming       | Royal Never Give Up | I May                | Team WE           |
| 2017 | Mùa Xuân    | Team WE             | Royal Never Give Up | EDward Gaming        | Oh My God         |
| 2017 | Mùa Hè      | EDward Gaming       | Royal Never Give Up | Invictus Gaming      | Team WE           |
| 2018 | Mùa Xuân    | Royal Never Give Up | EDward Gaming       | Rogue Warriors       | Invictus Gaming   |
| 2018 | Mùa Hè      | Royal Never Give Up | Invictus Gaming     | JD Gaming            | Rogue Warriors    |
| 2019 | Mùa Xuân    | Invictus Gaming     | JD Gaming           | FunPlus Phoenix      | Topsports Gaming  |
| 2019 | Mùa Hè      | FunPlus Phoenix     | Royal Never Give Up | Top Esports          | Bilibili Gaming   |
| 2020 | Mùa Xuân    | JD Gaming           | Top Esports         | FunPlus Phoenix      | Invictus Gaming   |
| 2020 | Mùa Hè      | Top Esports         | JD Gaming           | Suning               | LGD Gaming        |
| 2021 | Mùa Xuân    | Royal Never Give Up | FunPlus Phoenix     | EDward Gaming        | Top Esports       |
| 2021 | Mùa Hè      | EDward Gaming       | FunPlus Phoenix     | Team WE              | LNG Esports       |
| 2022 | Mùa Xuân    | Royal Never Give Up | Top Esports         | Victory Five         | JD Gaming         |
| 2022 | Mùa Hè      | JD Gaming           | Top Esports         | EDward Gaming        | LNG Esports       |
| 2023 | Mùa Xuân    | JD Gaming           | Bilibili Gamings    | EDward Gaming        | Oh My God         |
| 2023 | Mùa Hè      | JD Gaming           | LNG Esports         | Bilibili Gamings     | Top Esports       |
| 2024 | Mùa Xuân    | Bilibili Gaming     | Top Esports         | JD Gaming            | Ninjas in Pyjamas |
| 2024 | Mùa Hè      | Bilibili Gaming     | Weibo Gaming        | Top Esports          | LNG Esports       |
| 2025 | Giai đoạn 1 | Top Esports         | Anyone's Legend     | JD Gaming            | Bilibili Gaming   |
| 2025 | Giai đoạn 2 | Anyone's Legend     | Bilibili Gaming     | Invictus Gaming      | Team WE           |
| 2025 | Giai đoạn 3 |                     |                     |                      |                   |

| Đội                 | Quán quân | Á quân | Hạng 3 | Hạng 4 |
| ------------------- | --------- | ------ | ------ | ------ |
| Edward Gaming       | 6         | 2      | 4      | 1      |
| Royal Never Give Up | 5         | 4      | 1      | 1      |
| JD Gaming           | 4         | 2      | 3      | 1      |
| Top Esports         | 2         | 4      | 2      | 3      |
| Bilibili Gaming     | 2         | 2      | 2      | 2      |
| Invictus Gaming     | 1         | 2      | 5      | 2      |
| FunPlus Phoenix     | 1         | 2      | 2      | 0      |
| Oh My God           | 1         | 2      | 1      | 2      |
| LGD Gaming          | 1         | 1      | 0      | 2      |
| Positive Energy     | 1         | 1      | 0      | 0      |
| Anyone's Legend     | 1         | 1      | 1      | 1      |
| Team WE             | 1         | 0      | 3      | 5      |
| Weibo Gaming        | 0         | 1      | 1      | 0      |
| LNG Esports         | 0         | 1      | 0      | 4      |
| QiaoGu Reapers      | 0         | 1      | 0      | 1      |
| Ninjas in Pyjamas   | 0         | 0      | 1      | 1      |